# Emma Suárez
Emma Suárez Bodelón (Madrid, 25 juni 1964) is een Spaans actrice. Ze won tweemaal de Goya voor beste actrice voor haar rollen in  El perro del hortelano  en Julieta. Voor haar rol in La propera pell ontving ze de Goya voor beste bijrol.

## Filmografie (selectie)
- 1992 - Vacas
- 1993 - La ardilla roja
- 1996 - Tierra
- 1996 - El perro del hortelano
- 2000 - Besos para todos
- 2002 - El caballero Don Quijote
- 2007 - Bajo las estrellas
- 2010 - La mosquitera
- 2015 - La propera pell
- 2016 - Julieta
- 2020 - Invisibles